# Vlissegem
Vlissegem is een landelijk dorp in de Belgische provincie West-Vlaanderen en een deelgemeente van de kustgemeente De Haan. Het was een zelfstandige gemeente tot aan de gemeentelijke herindeling van 1977. De patroonheilige van het dorp is Sint-Blasius.

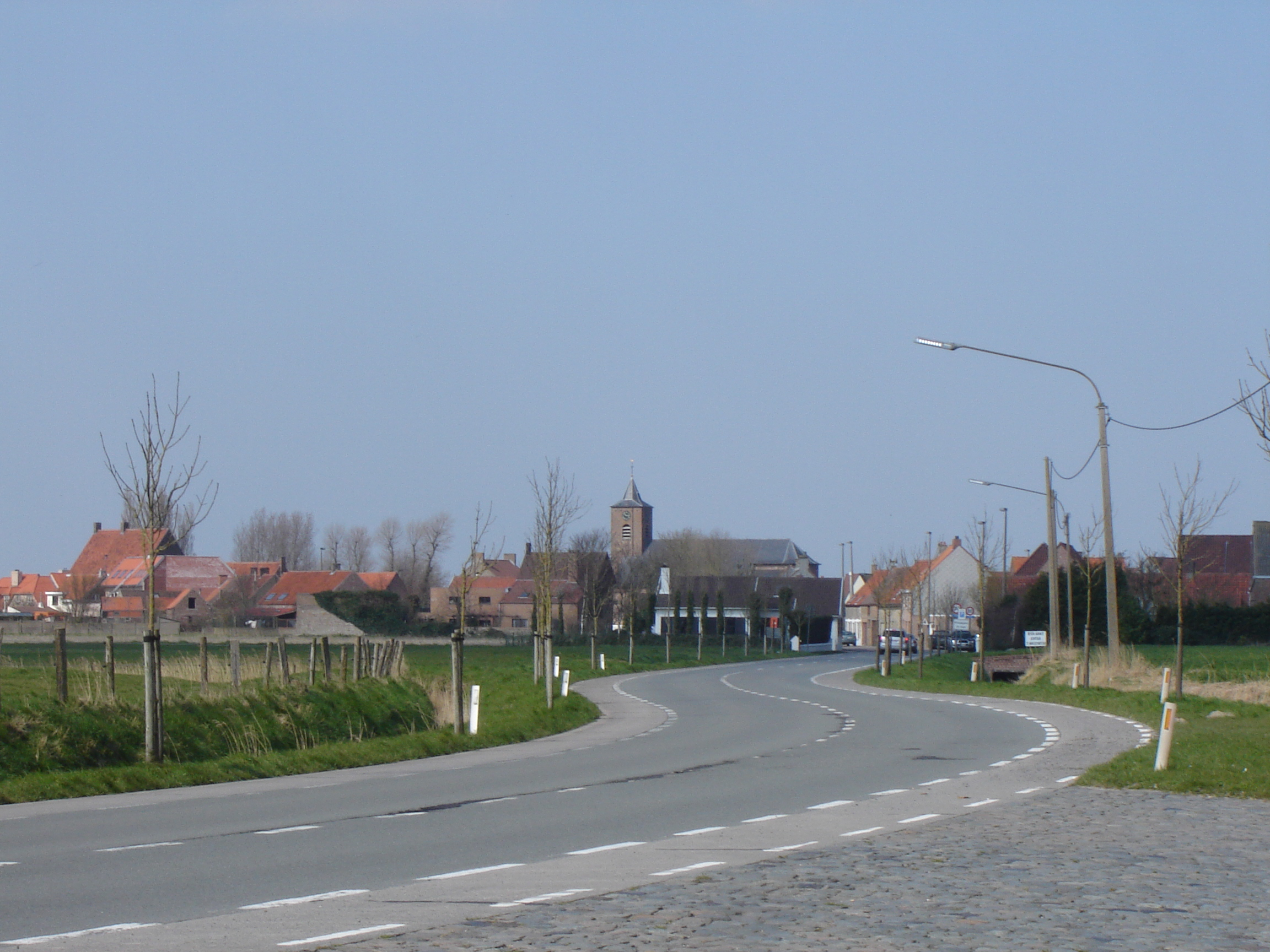
Vlissegem

## Geschiedenis
De geschiedenis van de badplaats De Haan-Centrum, deel uitmakend van de deelgemeente Vlissegem, wordt in het betreffende lemma beschreven.
Op een terp werden de oudste bewoningsresten aangetroffen. Naast enkele scherven uit de Romeinse tijd betrof het 9e-11e-eeuwse resten van bewoning. Ook in de 8e eeuw zou de omgeving al bewoning hebben gekend.
In 988 werd Vlissegem voor het eerst schriftelijk vermeld als Fleskenhem. Het zou om de woonplaats (heim) van een zekere Flaskjo gaan.
Een eenvoudig kerkje werd omstreeks 1400 vervangen door een bakstenen gotische kerk, die in de 15e eeuw nog werd herbouwd. Vlissegem hoorde aanvankelijk tot het Vincx-ambacht binnen het Brugse Vrije. Later was sprake van de heerlijkheid Guysen, die gezeteld was te Zevekote, maar ook Houtave, Stalhille en Jabbeke omvatte. Daarnaast hadden diverse abdijen, hospitalen en dergelijke bezittingen in Vlissegem, waaronder de Tempeliers.
De kerk werd tijdens de godsdiensttroebelen, in de jaren '70 van de 16e eeuw, verwoest en in 1619 opnieuw in gebruik genomen. Hierna vonden nog diverse werkzaamheden plaats, en in 1720 werd het westelijk deel van de kerk afgebroken.
In 1770 kwam de steenweg Brugge-Oostende (de huidige N9) gereed tot Vijfwege. Pas in 1810 werd ook het traject tot Bredene verhard. In 1879 vestigden zich de Zusters van de Heilige Kindsheid uit Ardooie in Vlissegem en richtten een meisjesschool op. Tijdens de Eerste Wereldoorlog werd in 1917 door de bezetter de batterij Hannover gebouwd, en bij het gehucht Lepelem werd een militair vliegveld aangelegd.
Ondertussen ontwikkelde De Haan-Centrum zich steeds meer als badplaats, maar het dorp Vlissegem en omgeving kreeg een beschermde status.
Vlissegem was tot 1977 een zelfstandige gemeente, met de dorpskern op ruim drie kilometer van de kustlijn. Op het grondgebied van Vlissegem en buurgemeente Klemskerke lag vlak tegen de kust een gehucht De Haan, dat vanaf de 19de eeuw uitgroeide tot een grote villawijk en toeristische badplaats. Bij de gemeentelijke fusies in 1977 werd Vlissegem een onderdeel van de fusiegemeente De Haan, waarvan De Haan-Centrum de hoofdkern werd. Ruim 600 mensen wonen in de oude dorpskern van Vlissegem zelf, meer dan 1300 mensen op het grondgebied wonen echter in de kern De Haan-Centrum.

## Demografische ontwikkeling
- Bronnen:NIS, Opm:1831 tot en met 1970=volkstellingen; 1976 = inwoneraantal op 31 december

## Bezienswaardigheden

Sint-Blasiuskerk

- Sint-Blasiuskerk
- Kerkhof van Vlissegem

## Natuur en landschap
Vlissegem ligt in het West-Vlaams poldergebied op een hoogte van ongeveer 2 meter. Natuurgebieden zijn de Poldergraslanden tussen Klemskerke en Vlissegem, de Weiden Noordede en de Put van Vlissegem. 
In 2013 kreeg het dorp voor het eerst een buslijn. Lijn 46 werd daartoe vanaf De Haan verlengd. Het was een proef voor een jaar, en blijkbaar bleef het daar bij, want lijn 46 rijdt allang weer zijn twee ritten per dag de oude route. Bericht over de inkorting is er echter niet.

## Nabijgelegen kernen
- De Haan-Centrum, Klemskerke, Stalhille, Houtave

## Geboren in Vlissegem
- Marva (1943), zangeres

1. ↑  https://nieuwsblad.be/cnt/bldva_20121112_004.